# Eberhard I. (Katzenelnbogen)

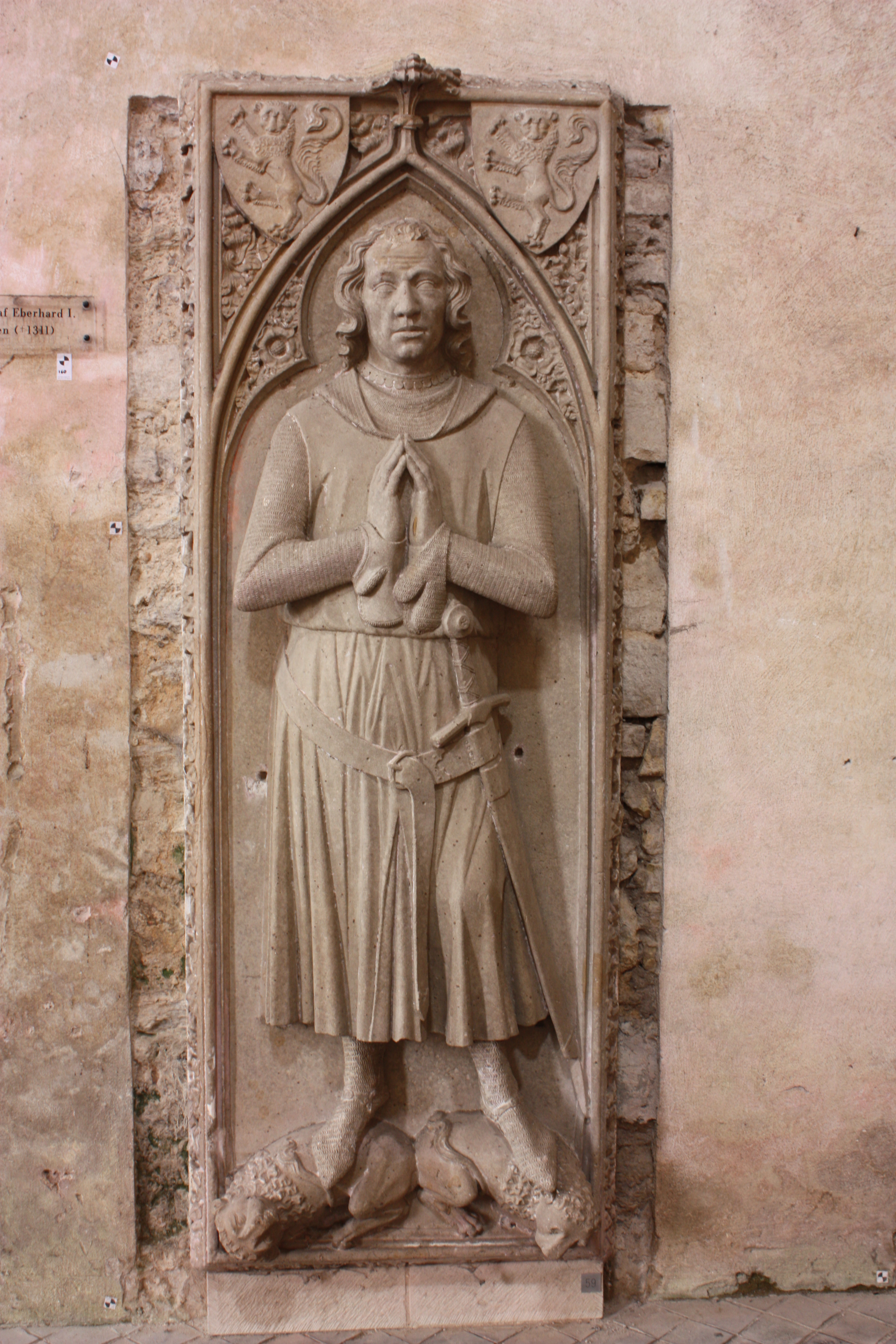
Grabplatte von Graf Eberhard I. von Katzenelnbogen in der Basilika des Klosters Eberbach

Graf Eberhard I. von Katzenelnbogen (* um 1243; † 23. August 1311) war Mitherrscher der Grafschaft Katzenelnbogen und Begründer der Jüngeren Linie derer von Katzenelnbogen. Sein Besitz lag nach der Teilung im Jahre 1260 vermehrt in der Obergrafschaft Katzenelnbogen, während sein Bruder Diether V. (Begründer der Älteren Linie) vermehrt Besitz in der Niedergrafschaft Katzenelnbogen hatte.

## Familie
Eberhard I. war der Sohn Graf Diether IV. von Katzenelnbogen und dessen Frau Hildegunde von Eberstein. Er regierte als erster Herr der Jüngeren Linie von 1260 bis 1311 und war mit Elisabeth von Eppstein verheiratet. Mit ihr hatte er folgende Kinder:
- Diether († 1289)
- Philipp († 1290)
- Gerhard (* 1293; † 1312), ⚭ 25. Januar 1299[2] Margarete von der Mark, Tochter Eberhards I. von der Mark
  - Johann II
- Bertha (* 1283; † nach 1307), ⚭ Thomas von Rieneck
- Margarete (* 1295)
- Berthold III. († 1321), ⚭ Adelheid von Sayn

## Leben
Im Jahr 1260 wurde die Grafschaft Katzenelnbogen zwischen Eberhard I. und seinem Bruder Diether V. aufgeteilt. Diether V. stand fortan der Niedergrafschaft Katzenelnbogen und St. Goar mit Burg Rheinfels, vor, die Residenz der älteren Linie wurde, während die Obergrafschaft um Darmstadt Graf Eberhard I. und somit der jüngeren Linie zugesprochen wurde. Diether V. hatte aber auch Besitz in der Obergrafschaft. So erhielt das ihm gehörende Zwingenberg 1274 die Stadtrechte durch König Rudolf von Habsburg verliehen. Damit wurde Zwingenberg zur ältesten Stadt an der Bergstraße.
1273 trat Eberhard I. in die Dienste des Königs Rudolf, wurde dessen beratender Freund, besaß dessen volles Vertrauen und war sehr häufig Mitglied in dessen Gefolge. Er hielt auch treu zu dessen Nachfolger Adolf von Nassau, der erst durch die Vermittlung Eberhards an den Hof von König Rudolf gelangte. Den beiden deutschen Königen war er als Berater eine wichtige Stütze der Reichspolitik am Rhein. Durch seine Mithilfe wurde das Interregnum schnell beendet, die Zerstörung von über siebzig Raubritterburgen war mit sein Verdienst. Bei der Schlacht bei Göllheim am 2. Juli 1298 gegen das Heer von Albrecht von Österreich fiel Adolf von Nassau und Eberhard wurde gefangen. Für seine Könige reiste er im Reichsgebiet umher, und die Urkunden, die seinen Namen erwähnen, sind zahlreich.
1276 sichert sich Eberhard I. die Reichspfandschaft an Trebur. 1282 folgte die Pfandschaft am Bopparder Zoll, 1283 der Kauf von Burg, Stadt und Zoll von Braubach, und 1291 ließ er die Burg Stadeck bauen.
Eberhard I. wurde nach seinem Tod im Jahr 1311 in der Kirche des Klosters Eberbach beigesetzt. Als Graf von Katzenelnbogen folgte ihm sein Sohn Gerhard nach.